# 蘇歩青
蘇 歩青（ソ・ホセイ、1902年9月23日 - 2003年3月17日）は、中国の数学者。復旦大学名誉学長。中国数学会名誉理事長。元中国科学院院士。

## 人物・経歴
浙江省温州市平陽の山間部の農家に生まれる。浙江省立第十中学校（のちの浙江省温州中学）に首席で合格して学費全額免除を得て卒業後、1919年から日本に留学した。
1920年に兄が通っていた東京高等工業学校（のちの東京科学大学）電気科に進学。在学中関東大震災で被災したものの生き残り、1924年に卒業し、東北帝国大学理学部数学科に進学した。
仙台では止宿先が同じ家だった茅誠司（のちに東京大学総長）と親しくなり、第二次世界大戦後も交友が続いた。1927年に東北帝国大学理学部数学科を卒業し、東北帝国大学附属臨時教員養成所講師に着任。
1929年松本米子と結婚。同年外務省の対支文化事業の特選留学生に選定され、1931年には東北帝国大学への外国人留学生としては陳建功に続く2人目となる理学博士の学位を取得した。同年より陳の招聘で浙江大学数学科教授を務め、多くの数学者を養成して陳蘇学派と称された。
院系調整により、1952年に浙江大学数学科が復旦大学と統合されたため、復旦大学教授に就任。1953年復旦大学教務長。1956年復旦大学副学長。1958年復旦大学数学研究所所長。文化大革命で1972年に上海の造船所に下放され、革命終了後、1978年から復旦大学学長を務めた。
中国人民政治協商会議副主席、上海市議会副議長、上海市科学技術協会会長なども兼務し、1983年復旦大学名誉学長。1993年勲二等瑞宝章受章。中国科学院院士、中国数学会名誉理事長といった名誉職も務めたが、2003年に華東病院で死去した。